# Tallián Boldizsár
Vizeki Tallián Boldizsár (Ádánd, Somogy vármegye, 1781. január 7. – Ádánd, 1834. július 21.) császári és királyi kamarás, Somogy vármegye alispánja, táblabíró.

## Élete
A tekintélyes dunántúli nemesi származású vizeki Tallián család sarja. Édesapja vizeki Tallián Antal (1751-1820), királyi tanácsos, táblabíró, aranysarkantyús vitéz, földbirtokos, édesanyja dunaszekcsői Bésán Júlianna (1760-1819) úrnő volt. Apai nagyszülei vizeki Tallián János (1712-1775), Somogy vármegye alispánja, királyi táblai ülnök és szentgyörgyi Horváth Terézia (1734-1757) voltak. Anyai nagyszülei dunaszecskői Bésán Imre (1726-1797) és gyulai Gaál Jusztina voltak. Apai ükanyja vizeki Tallián Gergelyné osztopáni Perneszy Anna Julianna (fl. 1657–1715) révén az ősrégi és tehetős osztopáni Perneszy család leszármazottja és egyik örököse volt. A hatalmas Perneszy-féle örökségnek egy része a Somogy megyei ádándi birtokon feküdt, amelyhez Tallián Boldizsár nagyapja jogokat örökölt.
Jogi tanulmányai befejezése után, Tallián Boldizsár 1810-ben Somogy vármegyének főszolgabírája, később Somogy vármegye alispánja. Tallián Boldizsár alispánra szállt a Somogy megyei geszti birtok, aki jövedelmét gyarapította mint jó gazda. A törvénytudó ember, méghozzá vallásos is volt; a templom építéshez gyakran járult hozzá. A geszti plébánialakás építésére 5000 téglát, 10 gerendát és 20 szalufát adományozott. Ez alkalommal ajándékozta meg Tallián Boldizsár a geszti templomot egy szép arany kehellyel is, amelyhez tartozó paténára rávésette, hogy szülei emlékét megörökítse: "Memento Antonii et Juliannae". Másrészt, a kereki római katolikus templomot 1830-ban Tallián Boldizsár építtette klasszicizáló stilusban.

## Házassága és leszármazottjai
Feleségül vette az előkelő nemesi zalabéri Horváth családból való zalabéri Horváth Ida (Ádánd, 1798. január 25.–Ádánd, 1875. február 26.) kisasszonyt, zalabéri Horváth Imre (1771–1820), császári és királyi kamarás, huszár főhadnagy és dévai báró Dévay Mária (1774–1830) lányát. A menyasszony apai nagyszülei zalabéri Horváth József (1740–1793), királyi tanácsos, földbirtokos, és ledeniczi Ugronovics Franciska (1747–1814) voltak. Az anyai nagyszülei dévai báró Dévay Pál (1735–1800), császári és királyi altábornagy, és ledeniczi Ugronovics Mária Borbála (1748–†?) voltak. A házasságukból négy gyermek született: 
- vizeki Tallián Lajos (Ádánd, 1817. október 17.–Ádánd, 1894. november 3.), királyi kamarás, földbirtokos.[7] Felesége: nemes Simoga Matild (Veszprém, 1821. december 27.–Ádánd, 1870. március 29.).[8]
- vizeki Tallián Ernő (*Ádánd, 1818. október 25.–†Ádánd, 1823. augusztus 21.).
- vizeki Tallián Ida (*Ádánd, 1820. február 26.–†Ádánd, 1826. szeptember 6.).
- vizeki Tallián Rozália (*Ádánd, 1823. március 6.–†Szőlősgyörök, 1890. szeptember 6.). Férje: gróf pribérdi és vuchini Jankovich László (Buda, 1816. október 11.–Szőlősgyörök, 1895. november 26.), Somogy vármegye főispánja, cs. és kir. valóságos belső titkos tanácsos, a Főrendiház tagja, nagybirtokos.
- vizeki Tallián Matild (*Ádánd, 1821. szeptember 23.–†Öreglak, 1888. február 29.). Férje: pribérdi, vuchini és dunaszekcsői Jankovich-Bésán József (Szőlősgyörök, 1825. szeptember 8. – Öreglak, 1914. június 20.) öreglaki nagybirtokos, felsőházi tag.[9]